# Celtibères
 (février 2018).
Pour la langue celtique, voir Celtibère.
Le terme de Celtibères se réfère généralement aux peuples celtiques ou « celtisés » de la péninsule Ibérique. Ils sont nommés ainsi par les géographes grecs. Ces peuples celtibères habitaient à l'ouest des Monts ibériques (en latin : Idoubeda). Les Romains les considéraient comme un mélange de Celtes et d'Ibères, mais en les différenciant ainsi de leurs voisins, c'est-à-dire des Celtes du plateau et des Ibères de la côte.
Aujourd’hui il est convenu de partager la péninsule en deux zones linguistiques, avec une ligne allant des Pyrénées jusqu’à l’embouchure du Guadiana, et comprenant le centre et l’ouest pour les peuples dénommés celtibères. « Les principaux peuples Celtibères étaient les Arvaques, les Berones, les Carpétans (au moins en partie), les Lusones, les Turmoges, les Pelendons et les Vaccéens. […] Les Cantabres, les Astures et les peuples de la Galice actuelle, ainsi que ceux qui habitaient le nord du Portugal appartenaient également au moins en partie à la famille celtibérique. »
Les archéologues datent souvent l’apparition d’une culture celtibère, différenciée de celle des Ibères au début du second âge du fer. Il semble plus difficile de dater l’arrivée sur la péninsule des peuples celtes proprement dits. Les IIIe et IIe siècles av. J.-C. sont la période la plus florissante. Toutefois, la culture celtibère présente souvent plus d’affinités avec la culture des Ibères qu’avec les Gaulois contemporains, ce sont des peuples celtes qui se sont « ibérisés ».

## Définition
Le terme Celtibères fait généralement référence aux peuples vivant dans le centre et l'ouest de la péninsule Ibérique, ainsi qu'aux langues que ces groupes parlaient. Il en existe d'autres avec d'autres noms (Vettons, Vaccéens, Lusitaniens, Carpetanos, etc.) Ces peuples celtíbères, qui habitaient la Cordillère Cantabrique, était considérés par les Romains comme un mélange de Celtes et d'Ibères. Les tentatives de définition par les spécialistes tentant de passer par un modèle d'expansion des celtes, devant dès lor s'appuyer sur des éléments hallstatien ou laténien sont trop insuffisamment appuyés par l'archéologie. Les éléments archéologiques ibériques tendent même plutôt à indiquer un mouvement opposé dans lesquels les peuples ibériques influencent l'évolution des motifs hallstatiens. Le concept Celtibère serait dès lors à relier à une culture archéologique plus ancienne, celle du complexe des champs d'urnes et à un groupe proto-celtique déjà implanté au IIe millénaire av. J.-C. à partir duquel s'appuient les peuplement ultérieurs.
La culture celtibère dans la péninsule Ibérique s’achève avec la conquête romaine, à laquelle beaucoup de tribus se sont opposées. Les cultures antiques de la péninsule Ibérique restent toutefois l'objet de controverses, aussi bien archéologiques qu'historiques. Si certains auteurs se prononcent en faveur d'une Espagne de culture antique celte, de nombreux historiens et archéologues, en particulier espagnols, restent dubitatifs au regard de la faiblesse du matériel archéologique et historique celte en comparaison de ce qui peut exister en Gaule ou en Bretagne.
L'un des aspects les plus controversés, essentiel pour la délimitation de la Celtibérie, est celui des ethnies ou populi, qui d'après les auteurs classiques faisaient partie du groupe celtibérique. Les peuples mentionnés sont divers. Strabon considère que les Aérovacos et Lusones sont deux des quatre peuples de la Celtibérie, bien qu'il ne cite pas les deux autres ; au moins par leur ethnonymes (?) et par la narration des guerres celtibériques et lusitaniennes, nous savons que ce seraient les Bellos et les  Tittos, qui ne sont plus cités après 143 av. J.-C. Il est plus difficile de remplir la cinquième part à laquelle se réfère Strabon, sans aucun détail. Pline l'Ancien signale de façon très claire les Pelendones comme peuple celtibère, bien qu'en  suivant Appien, les Vaccéens, les Berones  ou même les Celtibères mentionnés de forme indépendante d'Arévacos et de Pelendones par Ptolémée.

Les auteurs anciens sont très concis quant aux références de ces peuples. Les Berones, ainsi que les Vascons sont seulement nommés et très sobrement, dans les guerres sertoriennes. Si au début les sources sont dubitatives sur la délimitation de ce que l'on entend par la Celtibérie, plus tard, à mesure que la conquête progressait territorialement, elles repèrent  deux grandes zones principales, les Arvaques, et peut-être les Pelendons en contrôlant la Celtiberie ultérieure (province de Soria, la plupart de la province de Guadalajara, jusqu'à la naissance du Tage, la moitié orientale de la province de Ségovie et le sud-est de Burgos ; parmi leurs villes sont remarquables  Secontia (Sigüenza), Numantia (Numance), Uxama, Termes, et Clunia. D'autre part on trouve la terre des Tittes, des Bellos et des Lusones, ou Celtiberie Citérieure (ils peuplent les terres autour des rivières es:Jalón, alto Tajuña, Jiloca y Huerva), avec des villes comme Segeda, Bilbilis (Calatayud), Tierga, Botorrita ou Complega.

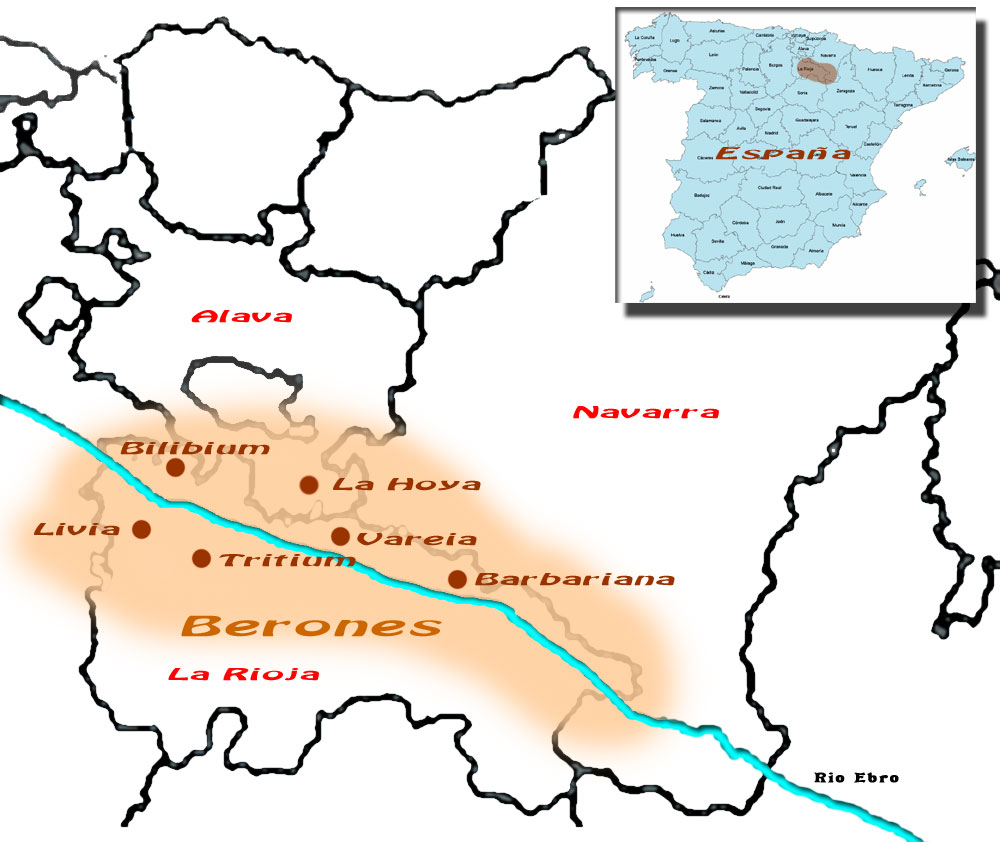
Berones.
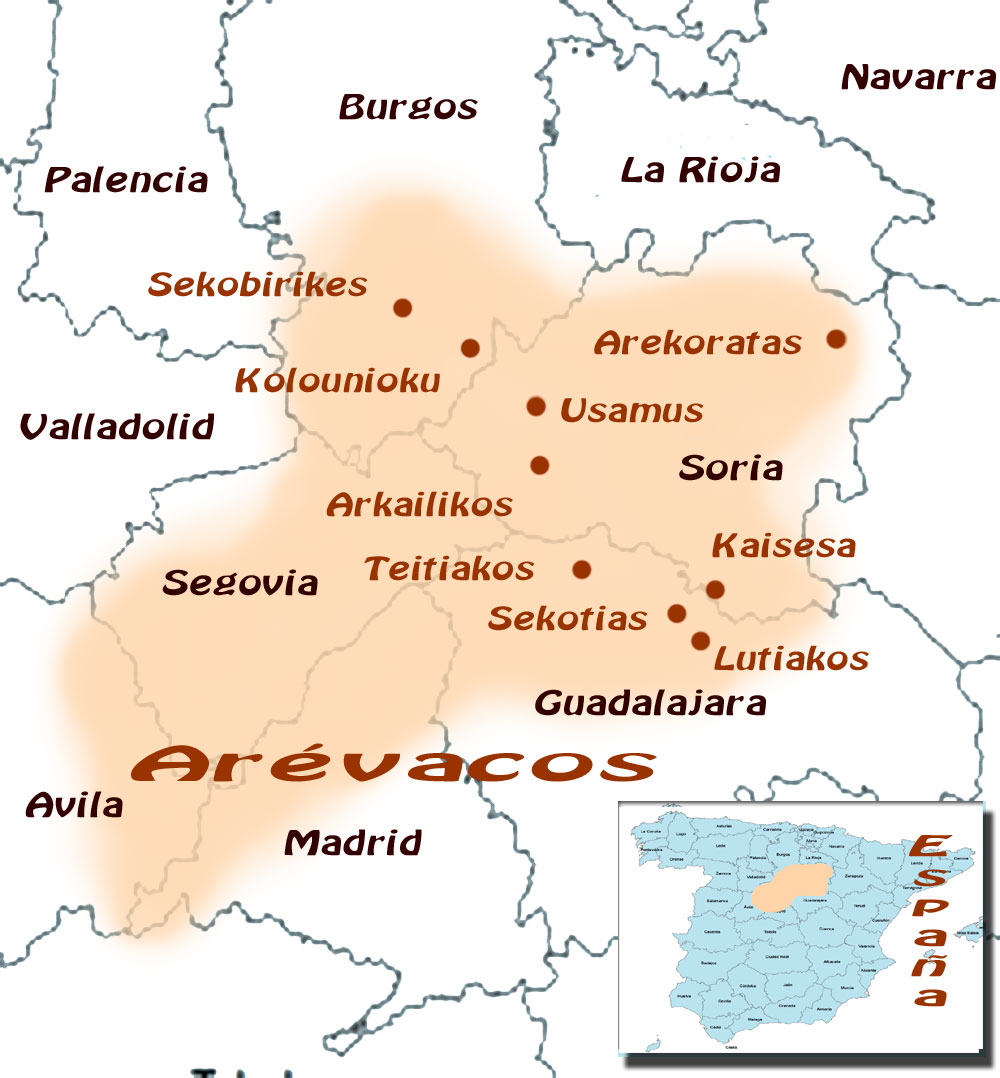
Arevacos.
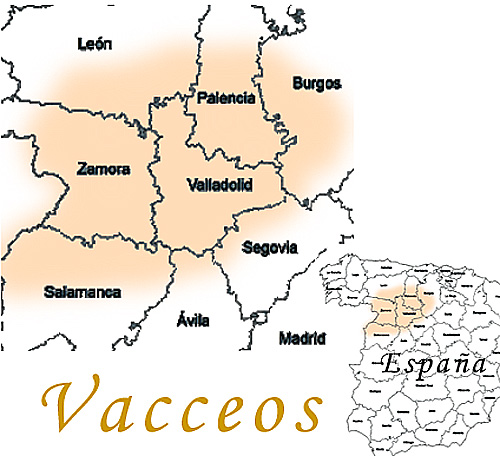
Vaccéens.

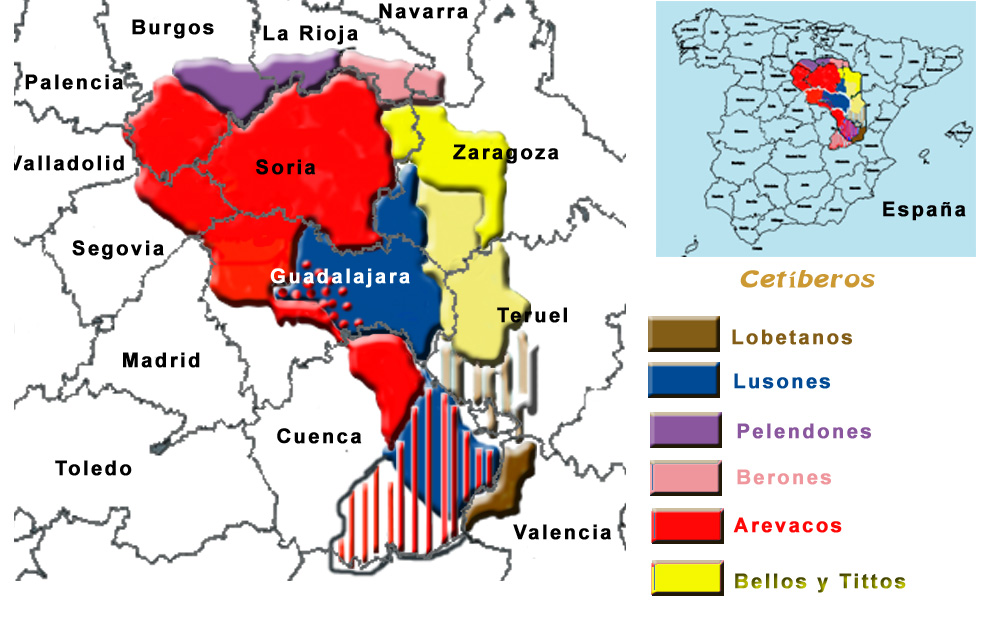
Possible localisation des Celtibères.
Possible localisation des Celtibères.
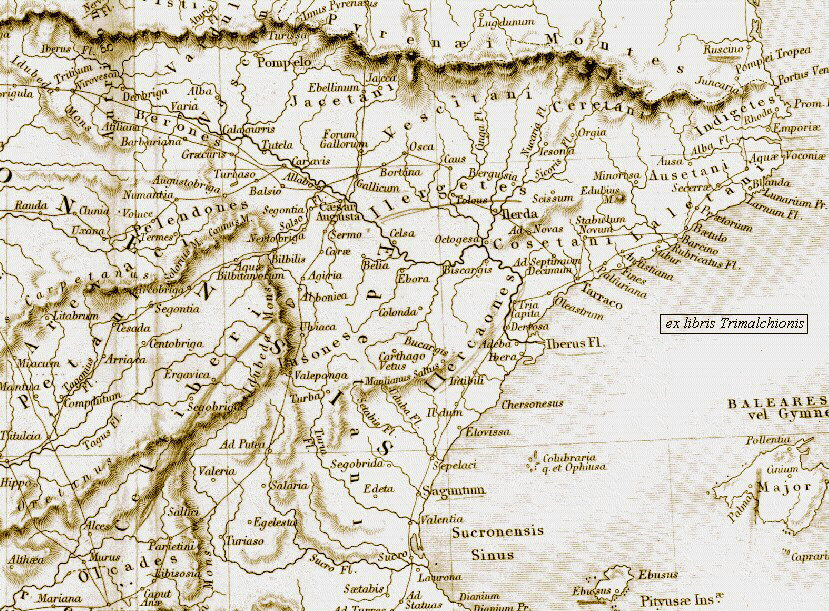
Carte du nord est de la péninsule Ibérique avec noms des peuples pré-romains.

## Histoire

### Historiographie
Les premières références sont effectuées par Hérodote qui les qualifie d'« habitants les plus occidentaux de l'europe après les Kynètes ». L'étude des textes antiques ne démarre qu’au XVe siècle et n'acquiert une dimension scientifique qu’au début du XXe siècle, avec les travaux de Cerralbo, Schulten, Taracena, Caro Baroja, notamment, et trouve une nouvelle impulsion à la fin du siècle. Malgré cet exceptionnel patrimoine littéraire, on discute encore aujourd'hui des points clés pour définir cette étude : limites de leurs territoires, de leur langue, de leur vraie personnalité et de leur généalogie[réf. nécessaire].

### Gestation de la société celtiberique
L’arrivée des Celtes en Europe occidentale est communément datée de la première moitié du IIe millénaire av. J.-C. Arrivés dans la péninsule Ibérique, ils se sont mêlés aux nombreux peuples autochtones, dont les Ibères. Hérodote évoque l'histoire du roi Arganthonios du pays de Tartessos qui aurait régné vers le VIIe siècle av. J.-C. lorsque ce dernier vient en aide à la ville de Phocée. Les populations celtophones qui occupent la péninsule Ibérique depuis le sud du Portugal jusqu'au Pays basque sont alors le résultat d'un long processus de celtisation favorisé par le caractère mobile de ces populations. Ces mouvements s'inscrivent durablement dans certains principes de la société, comme avec le kortika kar (pacte d'hospitalité) que les auteurs latins nomment hospitium.

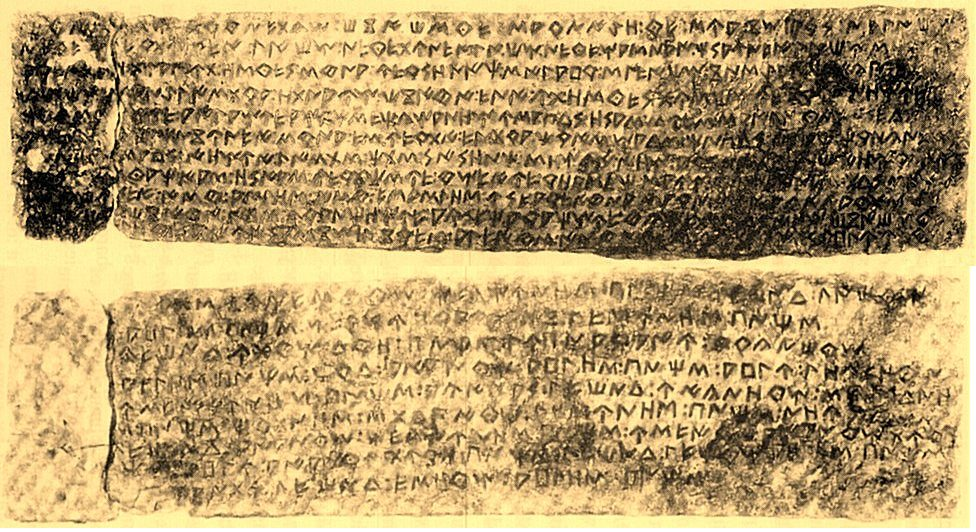
Bronze de Botorrita, alphabet ibère.

Pendant les VIIe siècle av. J.-C. et VIe siècle av. J.-C. se manifestent dans le secteur central du haut Tajuña et du haut Henares de la Celtiberie, une série de nouveautés dans le schéma d'implantation, dans le cérémonial funéraire et dans la technologie, qui indiquent l'évolution vers une société à forte composante guerrière. Dans les cimetières, dès le début, on démontre déjà une forte hiérarchisation sociale, où la panoplie d'armement apparaît comme un signe de prestige. La documentation sur les tumuli ou les alignements de tombes, qui seront généralisés dans les siècles suivants, est abondant. Les élites se reconnaissent  par la panoplie des enterrements, et peuvent être la conséquence de l'évolution in situ de la culture de Cogotas, mais avec d'importants apports culturels de la civilisation des champs d'urnes.
Cette nouvelle organisation a promu une croissance démographique et développé une concentration croissante des richesses et du pouvoir à travers le contrôle des ressources naturelles (pâtures, salines, etc.) et de la production de fer, dans les gisements du Système Ibérique, ce qui a permis l'apparition rapide d'une société hiérarchisée de type guerrier, profitant de la situation privilégiée qu'offre le passage naturel entre la vallée de l'Ebre et la Meseta.

### Aristocrates guerriers

Ethnographie ibérique vers 300 av. J.-C.

Depuis la fin du VIe siècle ou aux débuts du Ve siècle av. J.-C., dans les cimetières de la Meseta orientale, on trouve des riches attirails militaires, avec présence d'épées, et une  grande accumulation d'objets somptuaires en bronze, des casques, des disques-cuirasse, umbos, parfois gravés. Les nécropoles, aux aménagements caractéristiques en rues parallèles, avec un matériel funéraire qui indique une société hautement hiérarchisée, seraient à associer à des groupes aristocratiques.
Dans cette phase, le plateau oriental (de la Meseta) s'avère être un foyer important de développement, avec un abondant matériel funéraire. Il faut inclure dans sa zone d'influence des régions du sud de la province de Soria, où l'on trouve des fibules, des broches, des pectoraux, des armes et des parures de cheval, ce qui prouve qu'un nombre réduit de personnes possédaient les chevaux, chevaux qui ont dû être utilisés pour des petites razzias contre les peuples voisins, bien que pour les armes leur valeur symbolique comme objets de prestige devait primer.

### Société guerrière

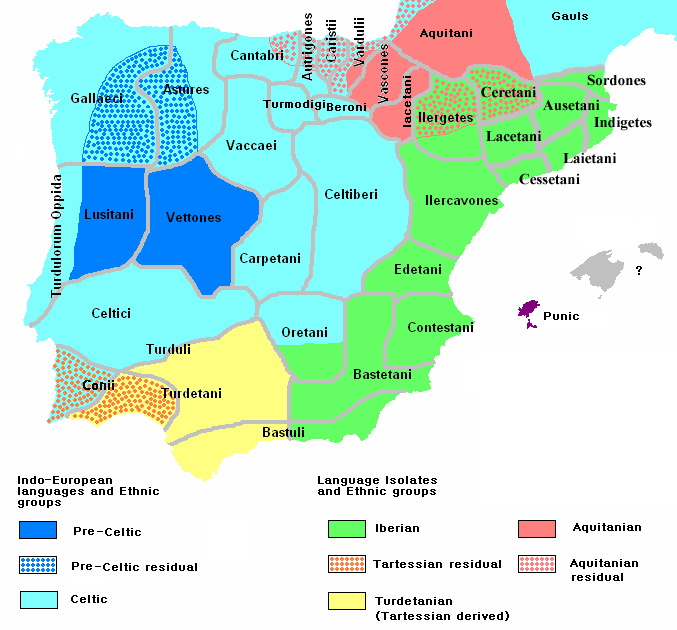
La péninsule Ibérique vers 200 av. J.-C.

À partir de la fin du Ve siècle av. J.-C. et durant les deux siècles suivants, le foyer de développement localisé dans les grands bassins du Tajuña, du Henares et du Jalón se déplace vers le Haut Duero, avec l'augmentation de la prépondérance que va jouer, à partir de ce moment, l'un des populi celtibères, avec plus de vigueur dans la période des luttes contre Rome, les Arvaques, dont la supériorité se situerait dans cette phase. Selon Alberto J Lorrio, c'est à cette ethnie que l'on doit les enterrements de la marge droite du haut Duero, où les tombes avec panoplie militaire sont nombreuses et permettent de témoigner d'une société avec une classe militaire majoritaire.
Dans la zone centrale de la Celtibérie, les tombes avec des panoplies militaires diminuent jusqu'à presque disparaître, ce qui n'indique pas de disparition de la société guerrière durant le développement des Guerres celtibériques (?), mais une évolution vers une organisation sociale urbaine, avec une dissolution des liens sociaux, basés sur la parenté.
Le développement du mercenariat les amène à participer à de nombreux conflits aux côtés des carthaginois, mais également des grecs comme c'est le cas avec Denys l'Ancien qui emploie des mercenaires celtibères en 369, ou des romains en 212.
Dans la première moitié du IIIe siècle av. J.-C., des apports celtiques transpyrénéen se font et les premiers objets d'influences laténienne sont observés. Cette introduction coïncide avec l'implantation des Volques en Gaule. Les contacts se renforcent en parallèle de l'essor du mercenariat auquel les peuples celtes et celtibères participent, notamment avec Carthage.

### Guerres celtibériques, lusitaniennes et cantabriques
Après avoir été évincé de Sicile et de Sardaigne en 237 av. J.-C., les Carthaginois entament une politique de conquête territoriale de la Péninsule ibérique. En effet, les ressources ibériques deviennent économiquement vitales pour Carthage. Hamilcar Barca se heurte aux puissances celtibères mais parvient à progresser vers le nord le long de la côte. En 220 avant J.-C., l'armée punique est attaquée alors qu'elle s'apprête à traverser le Tage par une coalition de Vaccei, Carpetani et Olcades. Malgré ces affrontements, pendant la deuxième guerre punique, les Celtibères servent le plus souvent d'alliés ou de mercenaires de Carthage dans son conflit avec Rome, et traversent les Alpes dans les forces mixtes sous le commandement d'Hannibal. Sous Scipion l'Africain, les Romains réussissent à sécuriser des alliances et à changer les allégeances de nombreuses tribus celtibères, en utilisant ces guerriers alliés contre les forces carthaginoises et leurs alliés en Espagne. Après le conflit, Rome prend possession de l'empire punique en Espagne, et certains Celtibères défient bientôt la nouvelle puissance dominante qui se profile aux frontières de son territoire. 
En 155 av. J.-C., un raid des Lusitaniens en Hispanie Ultérieure et la défaite de deux préteurs romains successifs encouragent la ville de Segeda, en Hispanie Citérieure, à se rebeller. L'année suivante, elle refuse de payer tribut et de fournir un contingent militaire à Rome, mais forme une confédération avec les villes voisines et commence la construction d'une muraille défensive. Quintus Fulvius Nobilior est envoyé contre les Celtibères en 153 av. J.-C., avec près de 30 000 hommes. Mais le consul tarde à arriver et tombe dans une embuscade peu après, tuant 6 000 Romains. Quelques jours plus tard, le siège de Numance, où les Ségédiens se sont réfugiés, échoue. En 137 av. J.-C., les Celtibères forcèrent la reddition d'une armée consulaire romaine de 20 000 hommes dirigée par Gaius Hostilius Mancinus. Quelques conflits éclatent encore, mais les Celtibèrent semblent conquis en 83 av. J.-C. à l'exception de groupes montagnards en Cantabrie et dans les Asturies. Ces derniers se soumettent en 26 av. J.-C. face à l'armée d'Auguste.

## Organisation politico-sociale
Les organisations sociales basiques, qui ont survécu jusqu'à l'époque impériale, ont été les gens ou gentes et gentilates, les relations étaient basées sur la parenté ; ceux-ci constituaient des groupes de descendants d'un ancêtre commun, et recevaient le nom de gens (gentes, une famille) pour le groupe le plus ample et gentilates pour les plus petites divisions de la gens. La vie gentilicia se manifestait par la prise de repas en commun et par le fait que tous les apparentés (?) dormaient ensemble, ainsi qu'en témoigne l'archéologie des maisons de  Numance et de Tiermes, où l'on mangeait en communauté, assis sur des bancs en continu, adossés aux murs, autour d'un foyer central où le groupe dormait aussi. Des études épigraphiques sur les Celtibères, en plus des autres peuples de la Meseta et du nord de la Péninsule ibérique, on déduit que l'appartenance des individus aux gens ou gentilates, était plus forte que l'appartenance à la famille restreinte ; c'est-à-dire qu'au moment d'exprimer son nom il était plus important d'appartenir à un groupe de parenté plus ample, qui comprenait d'autres sous-groupes, à l'intérieur desquels la famille serait celui de moindre importance. Au milieu du Ier siècle av. J.-C., d'autres facteurs commencent à devenir importants, on trouve la mention de la ville, à laquelle l'individu appartient, et apparaît la filiation paternelle  sous l'influence romaine.

### Vie urbaine

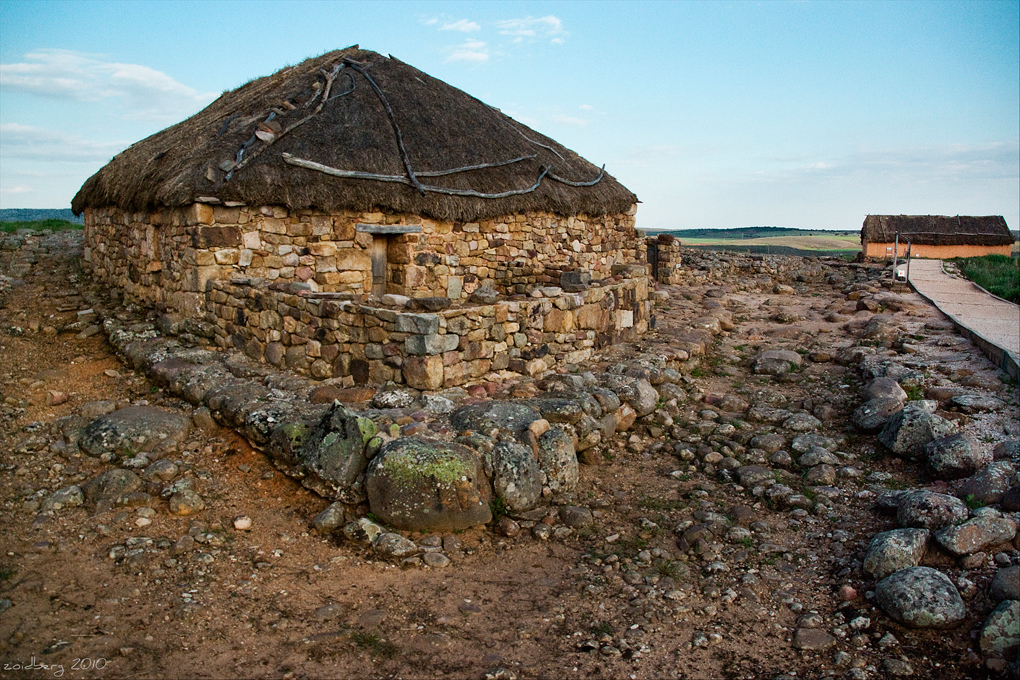
Maison celtibère à Numance.

Les Celtibères vivaient dans différents types d'installations que les sources anciennes nomment poleis ou urbes, civitates, vici et castella.
- Les poleis ou urbes (cités ?), étaient du type de la ville-état antique, avec un noyau urbain plus ou moins développé et un environnement agraire dépendant de lui.

- Les civitates, étaient des organisations politiques indigènes autonomes qui pouvaient avoir ou non une configuration urbaine.

- Les vici et castella, étaient les occupations de moindre importance et correspondent aux peuplements et castros caractéristiques de ces peuples que documente l'archéologie.

Les découvertes archéologiques confirment que les occupations à caractère urbain étaient préférentiellement placées en Carpetania, les vallées du  Jalón et de l'Ebre, c'est-à-dire dans les secteurs les plus riches, plus civilisés et où la vie urbaine de type romain a eu postérieurement une plus grande diffusion. Bien que la majorité de la population vivait fondamentalement dispersée, dans des villages ou pays ou autour de tours de défense, mentionnés comme vici ou castella. Le processus de construction de villes avait déjà débuté, aux environs du IVe siècle av. J.-C. ; à l'arrivée des Romains, au cours de la première moitié du IIe siècle av. J.-C. (?). Ces villes se formaient par l'addition de plusieurs communautés tribales autour d'un même centre urbain.
L'organisation politique de ces villes (urbes), se composait d'une assemblée populaire, un conseil des anciens ou sénat aristocratique et des magistrats, que l'on présume électifs. Cette organisation des "villes" celtibères était basée directement sur son organisation sociale, dans laquelle l'aristocratie gentilicia et militaire constituait le groupe dominant, cette aristocratie était formée par les propriétaires des grands troupeaux de bétail et un important clientélisme qui constituait la base de son prestige social. L'organe politique de cette classe était le conseil des anciens, qui à cette époque ne correspondait déjà plus à un organisme d'âge, ce conseil occupait le premier rôle politique de la ville et présentait des propositions que l'Assemblée approuvait. Bien que ce fût l'Assemblée qui choisissait le chef militaire, dont la durée du mandat était limitée, entre les aérovacos, à un an.
On élisait aussi d'autres magistratures à caractère civil qui avaient comme nom en latin magistratus, praetor  et dans la langue indigène viros ou veramos; ces magistrats géraient l'administration des villes ou agissaient comme représentants de celles-ci.

### La confédération

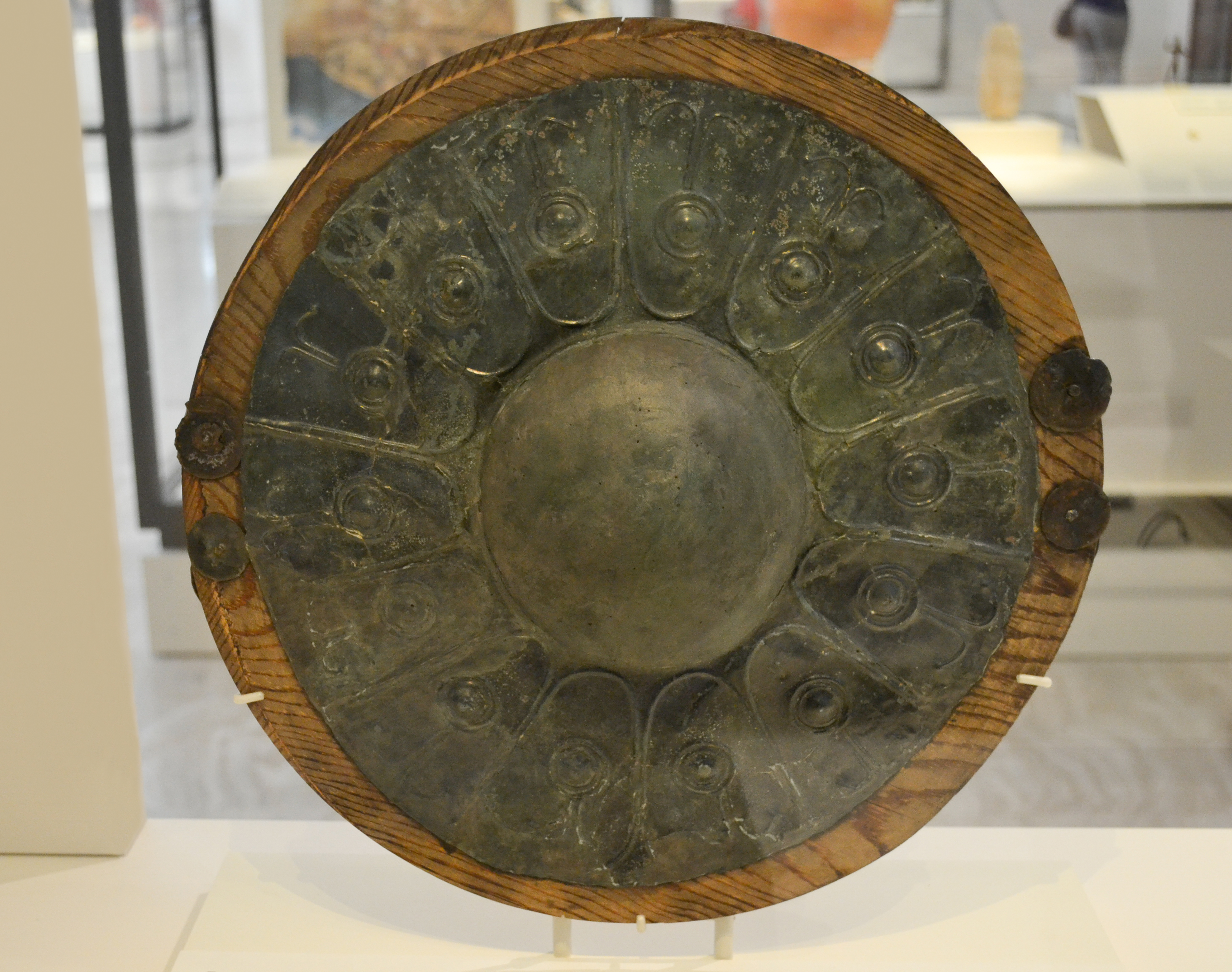
Bouclier celtibère.

Au début du IIe siècle av. J.-C., les différentes nations constituaient une ligue ou confédération militaire, dont la finalité était la défense des villes accueillies dans celle-ci. Cette confédération ou ligue était faite par les Arvaques, les Bellos, les Tittos, les Lusones et probablement les Pélendons.
La structure de cette ligue, au début du IIe siècle av. J.-C. n'était pas stable, elle fonctionnait au gré des circonstances, comme en cas d'attaque des Romains. Il semble que la ligue n'avait aucun pouvoir coercitif sur les nations ou villes qui la composaient, en effet elles pouvaient adopter plusieurs attitudes dans la lutte contre les Romains, selon les circonstances. On sait que les Numentiens avaient leurs propres garnisons à Mália et Lagni pour renforcer la défense de la ville et préserver la fidélité de celle-ci aux Arvaques. L'initiative de la formation de la ligue est certainement due aux Arvaques, car à tout moment c'est la tribu dominante par sa supériorité militaire ; il est évident qu'à l'intérieur de la ligue il y avait des inégalités, qui ont été exploitées par les Romains pour triompher dans les guerres.

### Hospitium, clientélisme  etdevotio
Entre les tribus et villes celtibères, il existait, selon les auteurs anciens, des formes spécifiques de communication. Ce seraient les suivantes :

#### Hospitium

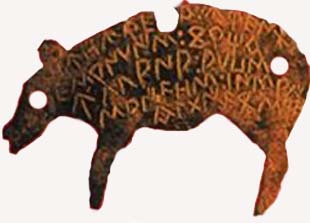
Tesera de hospitium.

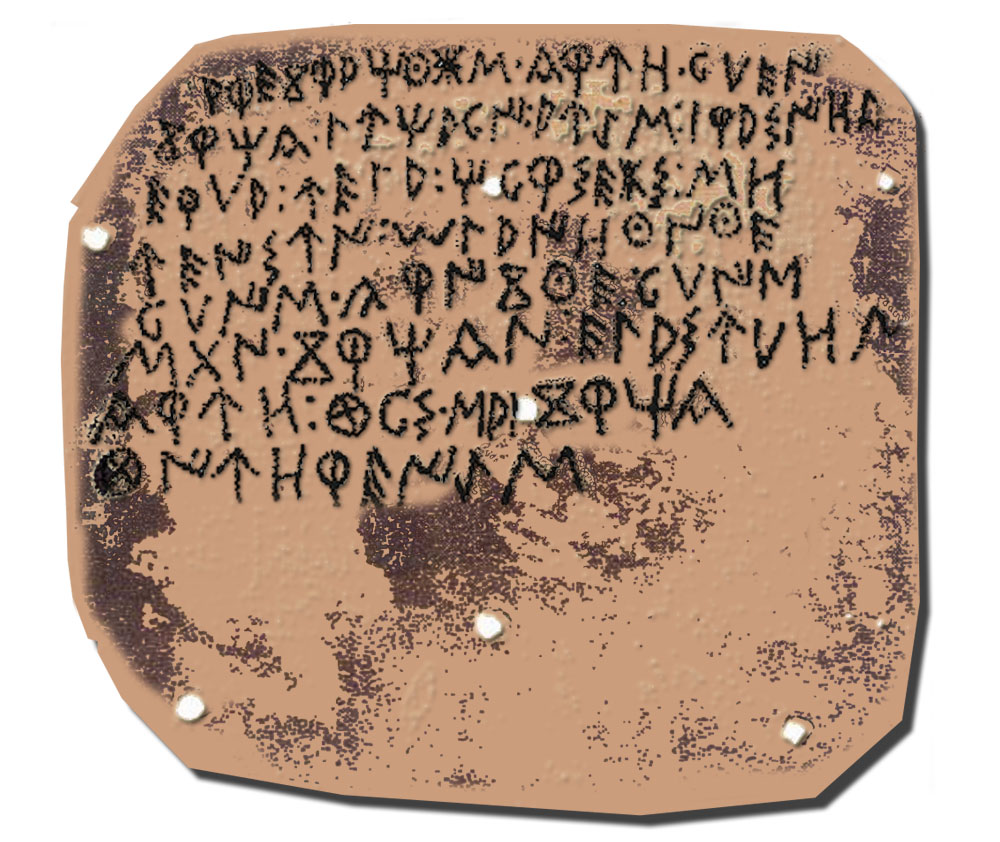
Bronze de Luzaga (Perdu).

L'hospitium (hospicio) ou pacte d'hospitalité permettait d'acquérir les droits d'un groupe gentilicio à d'autres groupes ou individus. Il ne s'agissait pas d'un acte d'adoption ; les parties agissantes contractaient des droits mutuels sans que la personnalité de chacun soit perdue. Les contractants de l'hospidium devenaient des hôtes (hospites) mutuels, et il était coutume d'accorder le pacte d'hospitalité par l'intermédiaire d'un document appelé tésera d'hospitalité. Ces téseras sont des lames de métal découpé, dans beaucoup d'entre elles on trouve deux mains entrelacées ou la silhouette d'animaux, ce qui avait certainement une signification religieuse. On suppose qu'au début l'"hospitium" se contractait sur un plan d'égalité, mais avec l'apparition de différences économiques cela aurait évolué vers une situation de dépendance. Parmi les pactes d'hospitalité découverts, le plus célèbre est le bronze de Luzaga, qui retrace un hospitium entre les villes de Arecoratas et Lutia, auquel s'ajoutaient probablement les gentilitates Belaiocum et Caricon.

#### Clientela
Les clientèles(Clientélisme ?) sont les suites (cours ? cortèges ?) constituées autour des individus les plus importants d'une communauté tribale. La relation entre ces individus, généralement les aristocrates et leur suite, était une relation contractuelle basée sur l'inégalité des richesses et la position sociale de chacune des parties ; normalement le chef devait nourriture et vêtements à ses clients (?), tandis que ces derniers lui devaient un appui inconditionnel. Ce genre de clientélisme avait fréquemment un caractère militaire.

#### Devotio

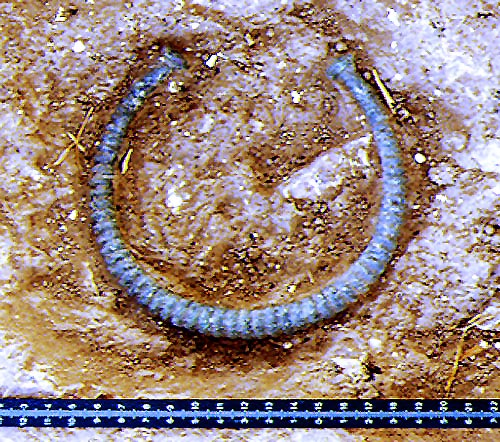
Torque celtibère.

La devotio était un genre spécial de clientélisme. À l'élément contractuel du clientélisme s'ajoutait un lien religieux, par lequel les clients d'un chef avaient l'obligation de suivre celui-ci à la bataille et de ne pas lui survivre en cas de mort du chef au combat. Ce type de clients avaient pour nom devotio et leurs équivalents dans la société celte et germanique, sont soldurios et comitatus.
Avec la clientela et la devotio, les liens de consanguinité ne jouaient aucun rôle. Les inégalités sociales poussaient les individus les plus pauvres à se mettre en clientèle avec un aristocrate. Dès lors que l’assujettissement au chef, parfois par le biais d'une obligation religieuse, est devenu plus fort que le lien de consanguinité, ces institutions ont contribué à désagréger l'organisation gentilicia tribale.
Il semble que l'important développement du clientélisme militaire en Celtibérie aurait eu lieu pendant les guerres civiles de la République tardive, lorsque les politiques impliqués tels Sertorius, Pompée, Jules César, etc. ont travaillé avec d'importantes clientèles indigènes. La prolifération de ces pratiques institutionnelles, ajoutées au développement de la classe aristocratique et des structures urbaines, ont été les principaux éléments qui ont contribué à l'évolution du système gentilicio, à sa transformation et sous la domination romaine à sa disparition progressive.

## Militaire

### Caractéristiques
La guerre est une donnée importante au sein des sociétés celtibères qui participent activement aux réseaux de mercenariat méditerrannéen. Les mercenaires Celtibères sont généralement qualifiés d'Ibères, non pas pour des motifs ethniques mais pour indiquer l'origine géographique. Ils se distinguent des mercenaires gaulois laténien par l'emploi d'épée plus courtes (Falcata) et de boucliers petits et ronds. L'armement se standardise progressivement à partir du Ve siècle av. J.-C. avec le renforcement de leur implication dans les conflits méditerranéens.
L'intégration du mercenariat au sein des sociétés guerrières joue un rôle dans l'évolution des communautés celtibères. Il permet de renforcer les structures sociales et politiques et d'améliorer l'encadrement traditionnel celtibère.

### Castros et oppida
Chez les Celtibères, la forme d’habitat la plus caractéristique est constituée d’agglomérations fortifiées établies en hauteur, appelées castros. Leur enceinte de pierre protège des habitations de plan circulaire, puis quadrangulaire, disposées autour de rues ou de places. De dimensions variables, les castros anciens ne dépassent guère un hectare, tandis que les oppida peuvent couvrir plusieurs dizaines d’hectares et constituaient, au IIIe siècle av. J.-C., l’ossature du réseau urbain intérieur rencontré par les Carthaginois et les Romains.
L’origine de ces habitats remonte à l’âge du bronze, mais leur morphologie évolue au Ve siècle av. J.-C., période marquée par l’émergence d’une élite guerrière montée. Des dispositifs défensifs spécifiques, tels que les piedras hincadas (chevaux de frise de pierres dressées), visent à ralentir les assauts de cavalerie. Les enceintes peuvent comporter plusieurs lignes de murs, englobant parfois des espaces artisanaux et des zones d’habitation.
Certains oppida jouent un rôle à la fois économique, religieux et administratif, avec des monuments publics tels qu’un sanctuaire et un bain de vapeur. Dans le territoire des Vettons, les grands sites fortifiés, espacés d’une dizaine de kilomètres, permettent un contrôle visuel du paysage agricole. Des opérations de synécisme donnent naissance à de vastes agglomérations, comme la reconstruction de Ségéda.

## Société

### Art celtibère
L’art des Celtibères se caractérise par des sculptures monumentales, telles que des animaux en pierre et des statues de guerriers, ainsi que par un artisanat du métal raffiné, illustré par des fibules en argent figurant chevaux, cavaliers ou scènes animalières. La poterie peinte de Numance, inspirée des modèles ibériques mais enrichie de symboles laténiens (svastikas, triscèles, roues), reflète une esthétique proprement celtique où motifs et formes naturelles se combinent.
Ces productions traduisent un lien étroit entre l’image et un univers religieux commun aux peuples celtiques, tout en témoignant d’une évolution largement autonome. Cette capacité d’assimilation, associée à un fort dynamisme culturel, contribue à replacer les Celtibères dans l’histoire générale du monde celtique ancien. L’empreinte artistique et culturelle de ce peuple persiste, malgré la romanisation et les bouleversements ultérieurs, dans certaines traditions populaires rurales des régions anciennement occupées.

### Religion
Nous savons très peu de choses sur la religion de ces peuples. Nous pouvons diviser le panthéon en trois catégories de divinités, qui ne sont pas exclusives :
Les divinités à caractère astral. Elles forment le substrat des religions indo-européennes.
Les grands dieux celtes. Les mêmes que ceux des autres zones de la péninsule et en dehors, comme en Gaule et en Bretagne.
Les divinités mineures. Avec un culte probablement local, dont le caractère semble indiquer un substrat ou une origine animiste ou totémique et qui s'avèrent liées, soit à des éléments de type  naturel (monts, forêts, etc) soit de type territorial (castros, villages, villes, etc).

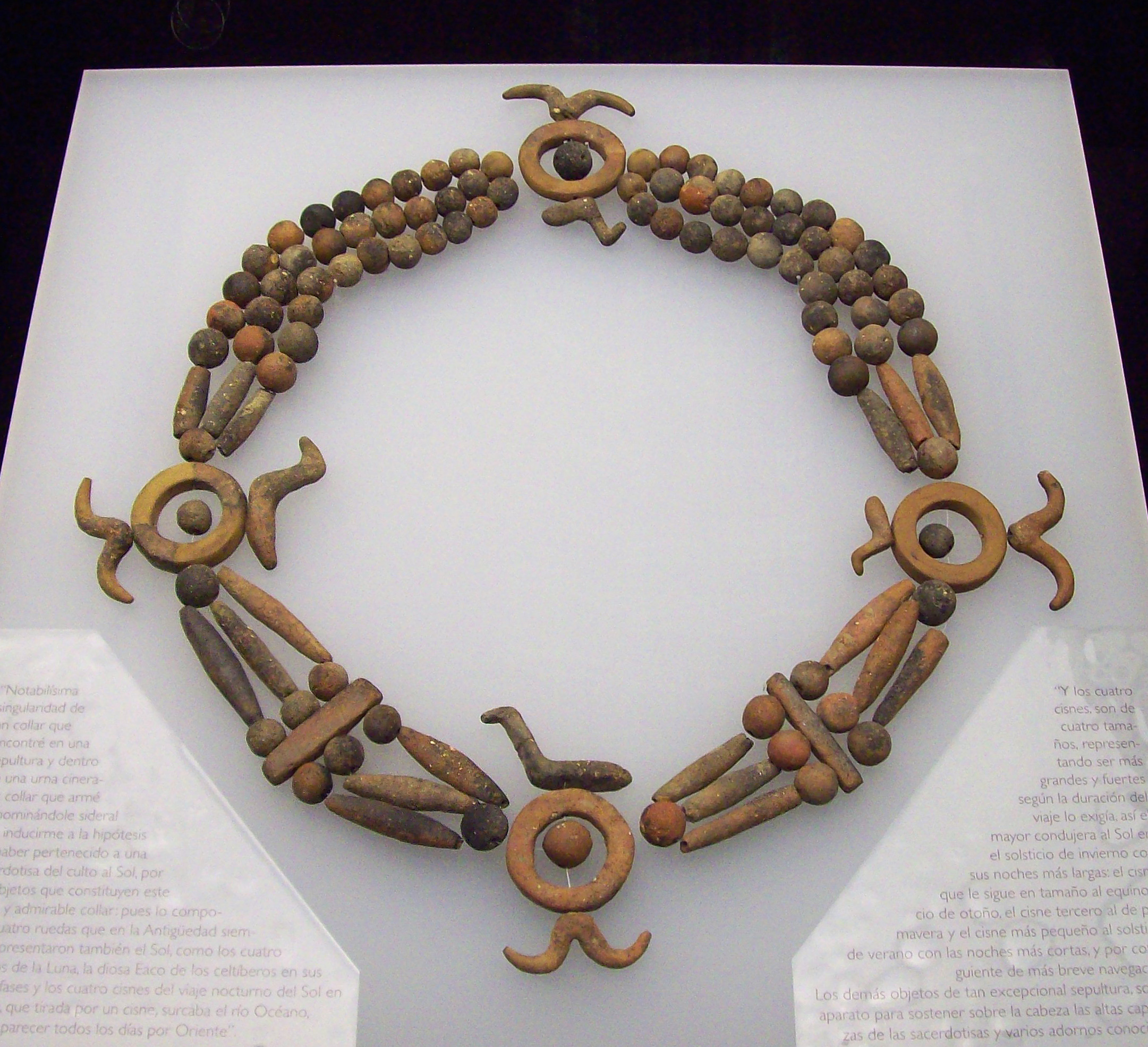
Le Collier de la Prêtresse du Soleil : symbolisme religieux celtibère.

Les cultes astraux les plus importants pour ces peuples ont dû être ceux du Soleil et de la Lune.
Parmi les grands dieux celtes, Lug semble avoir été le plus important, qui avec la romanisation a été assimilé à Mercure. Les Matres (Matriarches ?) étaient d'autres divinités importantes, déesses de la fécondité, la terre nourricière et les eaux, dont le culte était commun aux Celtes et aux Germains.
Les dieux avec un culte exclusivement local ont été très abondants, tous ces cultes locaux qui ont pu être liés précisément  à une communauté gentilicia ou à une localité, sont ceux qui sont le plus abondamment représentés.
On ne sait pas, à l'heure actuelle, s'il existait des temples à l'intérieur des villes ou lieux habités par les indigènes. La norme générale semble être que les sanctuaires aient été hors des lieux d'habitation, ainsi que les enceintes naturelles avec des gradins creusés dans la roche, trouvés sous l'acropolis de Tiermes, avec un ensemble de pierres de sacrifices avec des petits puits et des canaux.
Il est possible que les caudillos militaires réalisaient des cérémonies religieuses en présence de l'armée et que les chefs ou les têtes de lignage réalisaient, dans le cadre de la ville ou de la famille, des cultes précis.

## Langue
On connaît mal la langue des Celtibères, objet de controverses, d'autant que les barrières linguistiques peuvent être autant géographiques que sociales.

#### Ouvrages généraux sur les Celtes
- Xavier Delamarre, Dictionnaire de la langue gauloise : Une approche linguistique du vieux celtique continental, Paris, Errance, coll. « Hespérides », juillet 2008, 440 p. (ISBN 978-2-87772-237-7 et 2-87772-237-6).
- Venceslas Kruta, Les Celtes : Histoire et dictionnaire Collection, Paris, Robert Laffont, coll. « Bouquins », 2000, 1005 p. (ISBN 2-221-05690-6).
- Pierre-Yves Lambert, La langue gauloise : Description linguistique, commentaire d'inscription choisies, Paris, Érrance, coll. « Hespérides », 2003, 248 p. (ISBN 2-87772-224-4).

#### Ouvrages, chapitres et articles sur les Celtibères
- (es) Martín Almagro Gorbea, « Estructura socio-ideológica de los oppida celtibéricos », dans Actas del VII Coloquio sobre lenguas y culturas paleohispánicas, Salamanque, 1999, p. 35-55.
- Nasrine Anwar (dir.), Patrice Arcelin (dir.), Bibiana Agusti, Michel Bats, Maria-Carme Belarte, Alexandre Beylier, Philippe Boissinot, Helena Bonet, Lidia Colominas, Jean Chausserie-Laprée, Elsa Ciesielsky, Ferran Codina, Aurélien Creuzieux, Anne-Marie Curé et Claire-Anne de Chazelles, Des rites et des hommes : Les pratiques symboliques des Celtes, des Ibères et des Grecs en Provence, en Languedoc et en Catalogne, Paris, Éditions Errance, coll. « Archéologie de Montpellier Agglomération AMA 2 », juillet 2011, 288 p. (ISBN 978-2-87772-460-9).
- (es) Francisco Burillo Mozota, Los celtíberos - Etnias y estados - edición actualizada, 2007 (1re éd. 1998) (ISBN 978-84-8432-949-7).
- (es) E. Gamo, La romanización de celtíberos y carpetanos en la meseta oriental, Alcalá de Henares, Museo Arqueológico Regional, 2018.
- (es) Enrique García Riaza, Celtíberos y lusitanos frente a Roma : diplomacia y derecho de guerra, Anejos de Veleia, 2002.
- Patrick Le Roux, « Les voies de l'intégration : Peuples et cités de la péninsule Ibérique du IIe av. J.-C. au IIe après J.-C. », dans Bernadette Cabouret-Laurioux, Jean-Pierre Guilhembet et Yves Roman, Rome et l’Occident : IIe s. av. J.-C. au IIe s. apr. J.-C., Presses Universitaires du Mirail, 2009 (ISBN 978-2-8107-0052-3, lire en ligne), p. 147-173.
- (es) Alberto José Lorrio Alvarado, Los Celtíberos, Murcie, Universidad Complutense de Madrid, 1997 (ISBN 8479083352).
- (es) Julián Pelegrín Campo, « Polibio, Fabio Píctor y el origen del etnónimo "celtíberos », Gerión, no 23,‎ 2005, p. 115-13 (ISSN 0213-0181).
- (es) A. Pérez Rubio, Eduardo Sánchez Moreno, L. Per, J. A. Martínez et Enrique García Riaza, « Symmachíai celtibéricas (220-133 a.C.): coaliciones militares en el horizonte del imperialismo del Mediterráneo », Paleohispánica, no 13,‎ 2013, p. 675-697.
- Alicia Ruiz Gutiérrez, « Les espaces économiques de la péninsule Ibérique à l’époque romaine (197 av. J.-C.- 192 apr. J.-C.) », dans Bernadette Cabouret-Laurioux, Jean-Pierre Guilhembet et Yves Roman (directeurs d'ouvrage), Rome et l’Occident : IIe s. av. J.-C. au IIe s. apr. J.-C., Presses Universitaires du Mirail, 2009 (ISBN 978-2-8107-0052-3, lire en ligne), pages 223 à 243
- (es) Manuel Salinas de Frías (es), Conquista y romanización de Celtiberia, Salamanque, 1986, 2e éd.

#### Autres ouvrages
- (es) Adrian Golasworthhy Las guerras púnicas, 2002, Madrid, Editorial Ariel,  (ISBN 8434466503)
- (es) Valentín García Yebra, Hipolito Escolar Sobrino Guerra de las Galias 1964, Madrid, Editorial Gredos,  (ISBN 84-249-1897-5)